# San Giacomo degli Incurabili

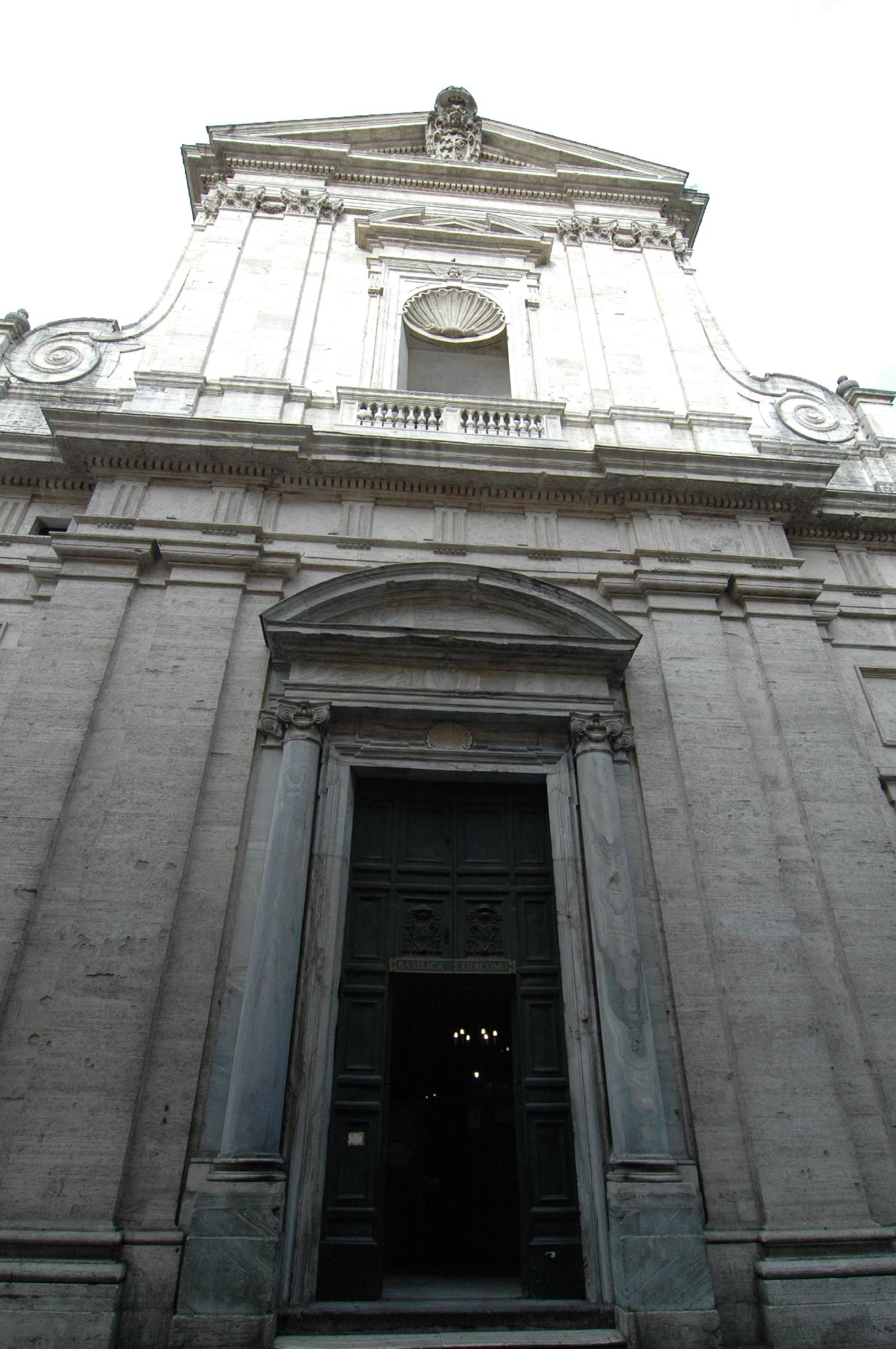
Detailsicht der Fassade

San Giacomo degli Incurabili (lateinisch Sancti Iacobi incurabilium), in Rom gebräuchlicher San Giacomo in Augusta (lat.: Sancti Iacobi in Augusta), ist eine Kirche in Rom. Sie wurde von Francesco da Volterra begonnen und von Carlo Maderno vollendet. Sie gilt als „wichtige Entwicklungsstufe“ für die Kirchenbaukunst des 17. Jahrhunderts.

## Lage
Die Kirche liegt im IV. römischen Rione Campo Marzio, etwa 200 Meter nördlich des Augustusmausoleums, von dem sie ihren Beinamen erhielt. Ihren eigentlichen Namen erhielt sie vom daneben liegenden Hospiz der unheilbar Kranken (italienisch: Incurabili).

## Geschichte und Baugeschichte
Das Hospiz der unheilbar Kranken wurde 1338 von Kardinal Pietro Colonna gegründet, 1579 abgerissen und durch einen Neubau ersetzt. Im frühen 16. Jahrhundert sind Beziehungen zu einer damaligen Bruderschaft um Santa Dorotea bekannt. 1590 wurde Francesco da Volterra mit der Planung einer neuen Kirche beauftragt, ab 1592 begannen die Bauarbeiten. Carlo Maderno vollendete die Kirche im Jahr 1600.

## Äußeres
Die Fassade der Kirche gibt die dahinterliegende Struktur der Kirche nicht zu erkennen. Im Erdgeschoss öffnen sich drei Portale zwischen Pilastern, deren Kapitelle dorischer Ordnung folgen. Der Mittelrisalit wird hierbei hervorgehoben, im Untergeschoss ist das mittlere Portal durch einen Segmentgiebel überfangen. Das gekröpfte Gesims teilt die Fläche horizontal, im Obergeschoss ist das Fenster von einer Jakobsmuschel als Andeutung der Kirche als dem Hl. Jakob geweiht überkrönt, darüber wiederum ein verkröpfter Dreiecksgiebel. Beiderseits des Mittelsegmentes laufen Voluten zur Seite aus. Der abschließende Dreiecksgiebel ist ebenso gekröpft und wiederholt somit die Struktur des Obergeschosses. Das Obergeschoss soll eher die Handschrift Madernos tragen.

## Inneres

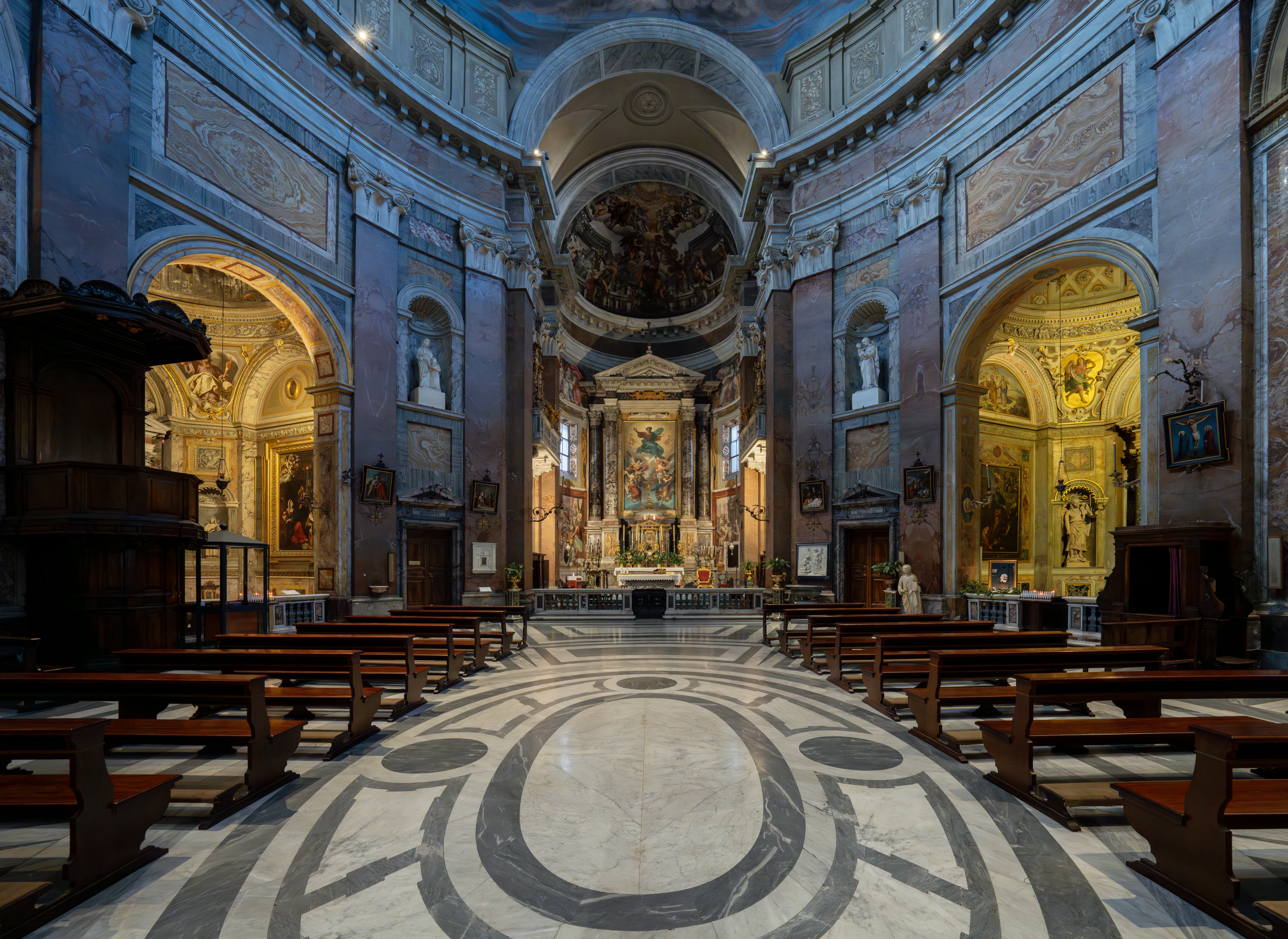
Innenraum

Der Bau ist im Inneren als Ovalbau gestaltet. Da Volterra schuf einen längsgerichteten Ovalkuppelraum, die Längswände gestaltete er einer Idee Giacomo Barozzi da Vignola folgend ähnlich antiken Triumphbögen. Neben den mittleren Kapellen unter den großen Arkaden öffnet sich rechts und links jeweils eine kleinere, alle haben eine quadratische Grundform. Die Schmalseiten des Ovals werden vom Chor und gegenüberliegend vom Vestibül des Eingangs eingenommen, die beiden Bauteile werden ihrerseits von hohen Arkaden überwölbt. Die Wandflächen werden durch die zwischen die Kapellen eingestellten, je Seite sechs Pilaster mit korinthischen Kapitellen weiter gegliedert. Durch die Wahl des Triumphbogens als inneres Gliederungselement wird der „Sakralraum auf eine neue, ungekannte Weise nobilitiert“. Der Bau steht bis heute für die hohe Qualität der Arbeiten da Volterras. Oberhalb des rundum laufenden Gesimses schließt eine Kuppel mit flacher Wölbung den Bau ab.
Für die Cappella dei Miracoli, auch Capella Francesco da Paola genannt, die mittlere Kapelle auf der rechten Seite, schuf Pierre Legros im Jahr 1716 das Altarrelief; dargestellt ist das Thema Der heilige Franz von Paula betend vor einem Marienbild.

## Kardinalpriester
Am 22. Februar 2014 wurde die Kirche von Papst Franziskus zur Titelkirche erhoben.
Folgende Person ist Kardinalpriester von San Giacomo degli Incurabili:
- Chibly Langlois, Bischof von Les Cayes, seit 22. Februar 2014[4]